# 萊斯蒂湖

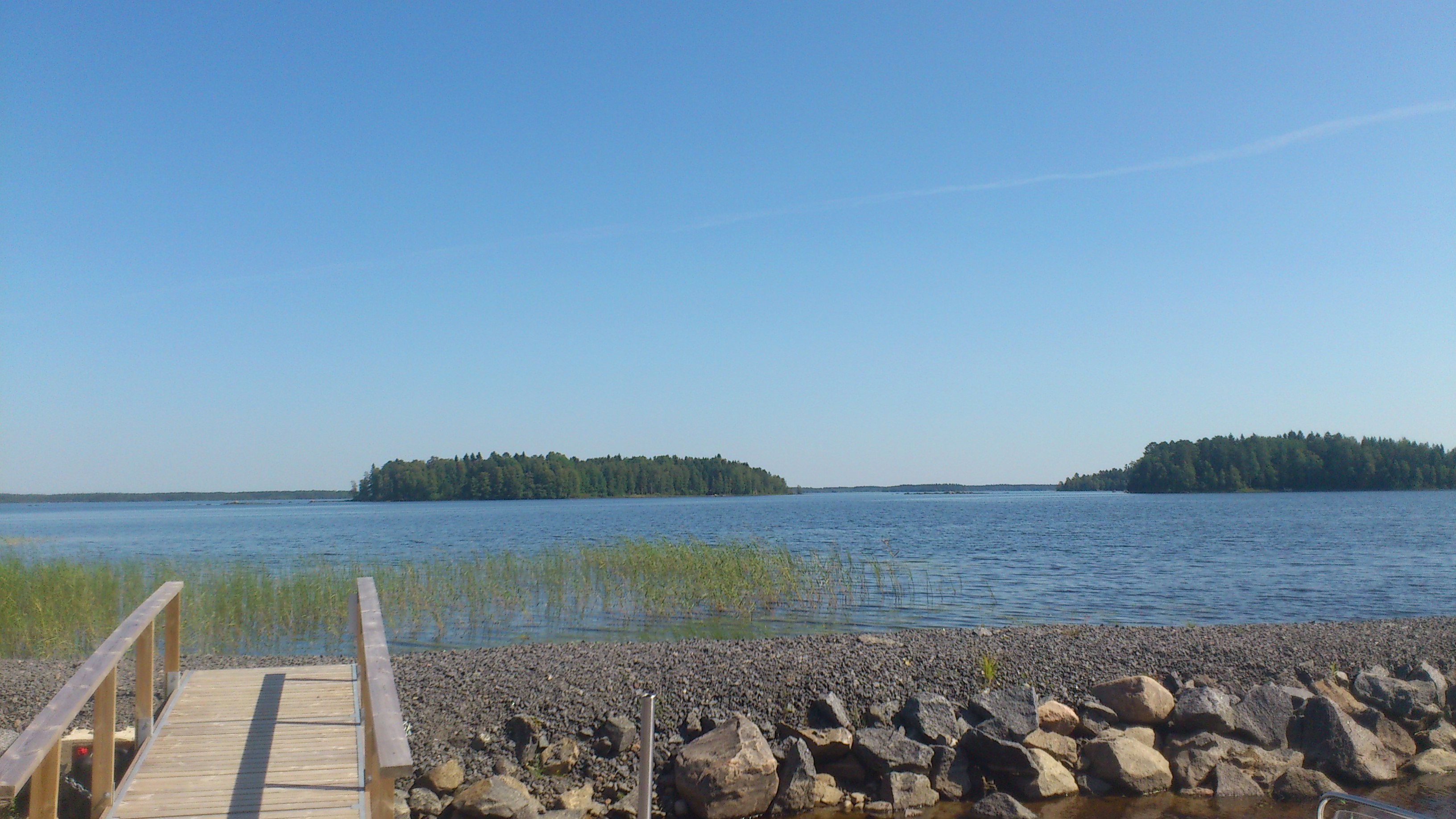
萊斯蒂湖

萊斯蒂湖（芬蘭語：Lestijärvi）是芬蘭中波赫扬马区的湖泊，長13公里、寬8公里，面積64.7平方公里，集水區面積363平方公里，海拔高度140.7米，蓄水量2.31億立方米，平均水深3.57米，最大水深6.9米，湖水經萊斯蒂河流出。